# Sieczkarnia samojezdna Orkan Z350
Sieczkarnia samojezdna Orkan Z350 – ostatnia polska sieczkarnia samojezdna produkowana w Poznańskiej Fabryce Maszyn Żniwnych. W wyniku ulepszeń w jej konstrukcji, powstały trzy wersje rozwojowe: Z350/1, Z350/2 oraz Z350/3.

## Historia i informacje ogólne
Pierwsze 50 samojezdnych sieczkarni Orkan Z350 wyprodukowano w 1981 roku. Następnie rozpoczęto produkcję seryjną. Maszyna powstała w oparciu o model sieczkarni Z340. Zastosowanie mocniejszego silnika pozwoliło uzyskać większą wydajność pracy. Już w około roku 1982, w początkowym okresie produkcji Orkanów Z340 i Z350 wprowadzono kilka zmian konstrukcyjnych i ulepszeń. A pod koniec 1986 roku w wyniku kolejnych, ponad pięćdziesięciu modyfikacji konstrukcji, rozpoczęto seryjny montaż dwóch modeli rozwojowych: Z350/1 z hydrostatycznym napędem układu jezdnego oraz Z350/2 z mechanicznym (pasowym) napędem układu jezdnego. Oznaczało to zakończenie produkcji pierwotnej wersji Orkana Z350. Widoczną zmianą było zaprzestanie oznaczania maszyn nazwą „Orkan”, na maszynach widniał tylko symbol maszyny. Sieczkarnie nazywano potocznie „Zetką”. Nowe modele zostały zaprezentowane na wystawie rolniczej Polagra na Targach Poznańskich w 1986 roku. Po wprowadzeniu kolejnych ulepszeń (najważniejsze to zastosowanie hydraulicznego napędu zespołów roboczych), w 1987 roku rozpoczęto montaż kolejnej wersji sieczkarni: Z350/3, która podobnie jak Z350/1 była wyposażona w hydrostatyczny napęd jezdny. Montażu Z350/1 prawdopodobnie zaprzestano w roku 1988, produkcji modelu Z350/2 w 1990 roku, a Z350/3 prawdopodobnie w 1991 roku. W roku 1992 w wyniku problemów zakładu zakończono produkcję maszyn i ogłoszono upadłość Poznańskiej Fabryki Maszyn Żniwnych. Części i podzespoły użyte do produkcji wszystkich modeli sieczkarni z serii Z350 były zunifikowane z tymi, które wcześniej używano do tworzenia polskich sieczkarni samojezdnych oraz kombajnów zbożowych Bizon. Jako że sieczkarnie były skierowane do gospodarstw wielkoobszarowych, trafiały one głównie do Państwowych Gospodarstw Rolnych, Spółdzielni Kółek Rolniczych oraz za granicę. Rolnicy indywidualni stawali się właścicielami nowych sieczkarni dość rzadko.

## Budowa i dane techniczne
Sieczkarnia ta składała się z bazy, czyli maszyny podstawowej Z350 lub jej wersji rozwojowych Z350/1, Z350/2 lub Z350/3 oraz przyrządów roboczych, z którymi mogła współpracować. Podstawowe to: przyrząd do zbioru zielonek niskich Z341, przyrząd podbierający Z342, przyrząd bezrzędowy do zbioru zielonek wysokich Z343, przyrząd trzyrzędowy do zbioru zielonek wysokich Z344 oraz ośmiobębnowy przyrząd rotacyjny Z346. Istniała również możliwość współpracy z przyrządami do zbioru kolb kukurydzy. Ponadto zakładano współpracę także z innymi zespołami zbierającymi. Były to: przyrząd pokosowy palcowy Z345 o szerokości roboczej 4,2 m; przyrząd rotacyjno-bijakowy do zbioru traw o szerokości roboczej 3,2 m oraz wybierak silosów Z321 o szerokości roboczej 3,0 m.

### Maszyna podstawowa Orkan Z350

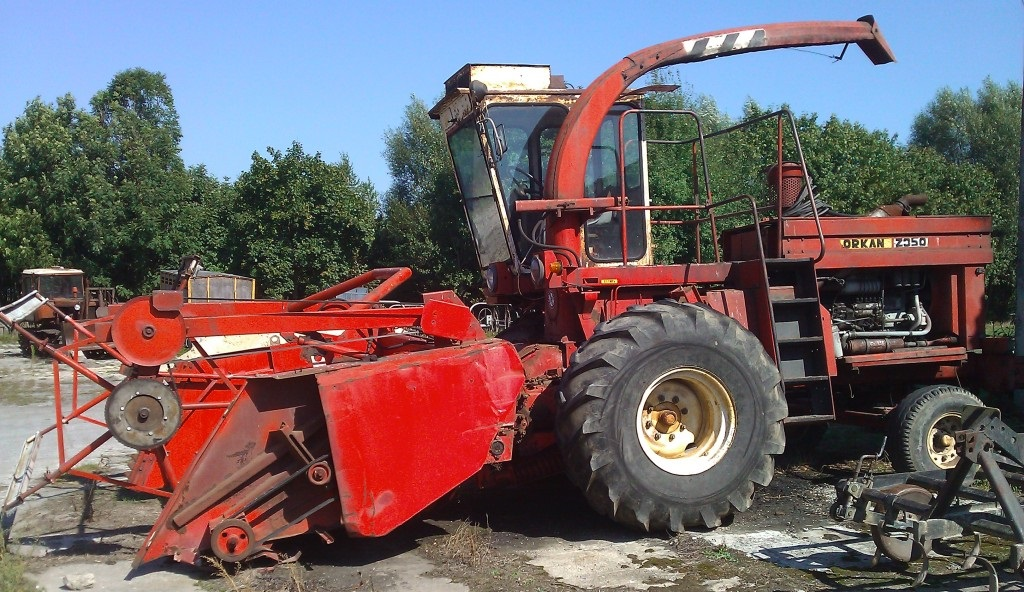
Maszyna podstawowa Orkan Z350 powstała w oparciu o Orkana Z340

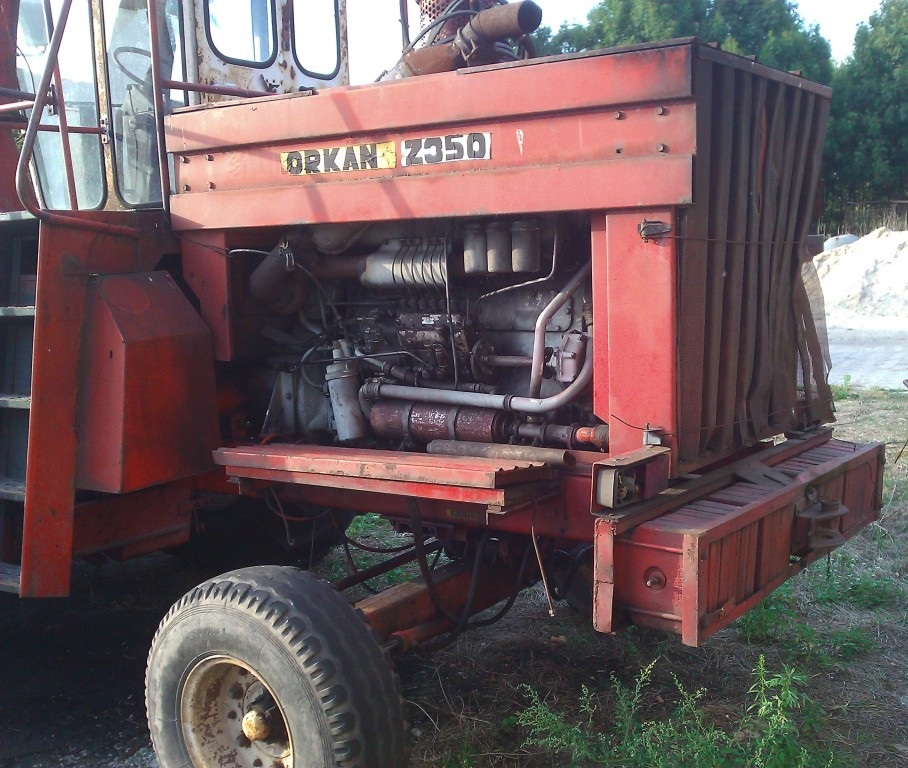
Na bokach maszyny widniał napis „Orkan Z350”

Baza sieczkarni samojezdnej Orkan Z350 była zbudowana z trzech podstawowych zespołów mianowicie: układu napędowo-jezdnego, rozdrabniającego oraz przenoszącego posiekaną masę. Konstrukcja nośna to spawana rama wykonana z kształtowników. Maszyna miała budowę modułową, która dawała możliwość wymiany poszczególnych zespołów np. przedniego mostu napędowego, hydrauliki, sieczkarni roboczej, silnika z zabudową, a także innych. Pierwsze zmiany konstrukcyjne eliminujące stwierdzone wady, wprowadzono we wczesnym etapie produkcji. Główne zmiany to: montaż zespołu napędowego o nowej konstrukcji, wprowadzono hydrauliczne sterowanie układem hamulcowym i sprzęgłem jazdy. Ponadto zmieniono układ dźwigni regulujących w kabinie. Zaczęto stosować blokową konstrukcję zespołu rozdrabniającego, która dawała możliwość jego szybkiego montażu i demontażu. Wprowadzono również sterowanie sprzęgłem głównym na zasadzie zmiany napięcia pasa zespolonego. Wyeliminowano całkowicie przenośnik masy z zespołu sieczkarni oraz zastosowano segmentowany układ ramy.
Jako jednostkę napędową wykorzystano wysokoprężny silnik SW680/17/4 o mocy 220 KM przy 2000 obr./min. Napęd z niego był przekazywany na mechanizm jezdny za pośrednictwem przekładni pasowej. Bezstopniowa przekładnia regulowana hydraulicznie umożliwiała optymalny dobór prędkości podczas pracy. Trzybiegowa, obciążona skrzynia przekładniowa odpowiadała za poruszanie się do przodu w zakresie prędkości od 1,53 km/h do 20,2 km/h (1 bieg: 1,53-3,64 km/h; 2 bieg: 3,50-8,30 km/h; 3 bieg: 8,50-20,2 km/h) oraz do tyłu w zakresie od 3,30 km/h do 7,35 km/h. Łatwość w prowadzeniu maszyny miało zapewnić urządzenie wspomagające typu Orbitrol, które odpowiadało za sterowanie tylną osią. Maszyna podstawowa Z350 mogła być agregatowana z przyczepami dzięki automatycznemu zaczepowi umieszczonemu z tyłu. Dzięki niemu możliwy był również transport bez użycia dodatkowych ciągników przyrządu do zielonek niskich lub kosiarki rotacyjnej, które na czas przejazdu po drogach musiały być zdemontowane i umieszczone na odpowiednich wózkach. Po prawej stronie maszyny znajdowała się przeszklona kabina z wbudowaną wentylacją. Podnosiła komfort pracy operatora przy niekorzystnych warunkach atmosferycznych. Zespół rozdrabniający sieczkarni Z350 składał się z bębna nożowego i przeciwostrza, czyli stalnicy. Stała prędkość bębna o szerokości 500 mm i średnicy 620 mm wynosiła 1250 obr./min. Standardowym wyposażeniem był bęben ośmionożowy, który pozwalał uzyskać sieczkę długości 5, 10, 20 lub 40 mm przy ilości noży 8-4-2. Oprócz regulacji polegającej na zmianie ilości noży, długość ciętej materiału można było regulować przez zmianę prędkości podawania masy. Konstrukcja pozwalała na dość łatwą wymianę standardowego bębna ośmionożowego na będący wyposażeniem dodatkowym bęben szesnastonożowy. Umożliwiał on uzyskiwanie sieczki o długościach 2.5, 5, 10 lub 20 mm. Istniała również możliwość montażu bębna trzydziestosześcionożowego nadającego się zwłaszcza do zbioru kolb kukurydzy. Z takim przyrządem sieczkarnia cięła zielonki na odcinki o długości mniejszej niż 2.5 mm. Usuwanie ewentualnych awarii bębna nożowego ułatwiał zblokowany system wychylania zespołu rozdrabniającego oraz jego proste mocowanie. Takie rozwiązanie nie było spotykane w ówczesnych sieczkarniach. Standardowym wyposażeniem była wbudowana ostrzałka, dzięki której można ostrzyć noże podczas przejazdu z pola na pole przy załączonym jałowym biegu sieczkarni bez konieczności ich demontażu. Stalnica wykonana z pręta kwadratowego, mogła być przestawiana o kąt 90 stopni dzięki czemu można wykorzystywać jej cztery krawędzie. Zespół podający składał się z dwóch par walców zgniatających. W przypadku jego zapchania do usunięcia masy z walców służył mechanizm nawrotowy. Rozdrobniona masa trafiała z bębna do kanału wyrzutowego. Jego regulacja w płaszczyźnie poziomej odbywała się hydraulicznie, w płaszczyźnie pionowej zaś mechanicznie przy pomocy klapki kierującej strumień sieczki. Dzięki tym regulacjom pocięta masa mogła trafiać na środki transportu zaczepione z tyłu, a także jadące z lewej strony maszyny podstawowej. Odległość wyrzutu zielonek mieściła się w przedziale od 8 do 12 metrów. Położenie przyrządów współpracujących z bazą oraz wysokość koszenia rosnących roślin była regulowana hydraulicznie przy pomocy mechanizmu wydźwigowego. Aby zawieszenie mocowania przyrządów było w pewnym stopniu odciążone zastosowano sprężyny amortyzujące. Przekładnie kół zębatych pracowały w kąpielach olejowych a główne wały robocze osadzono na łożyskach tocznych. Napięcie instalacji elektrycznej wynosiło 24 V. Rama sieczkarni była osadzona na pneumatycznym dwuosiowym podwoziu z przednią osią napędową a tylną skrętną. Początkowo fabrycznie montowano ogumienie przednie o wymiarach 16.9-14x28, po czasie zostało zastąpione grubszymi oponami o wymiarach 23.1/18x26, które umożliwiały pracę w trudniejszych warunkach przy nadmiernej wilgotności podłoża. Ogumienie tylne o wymiarach 10x15 również zostało zastąpione, zakładano większe opony o wymiarach 11.5x15. Ponieważ gabaryty i wyposażenie elektryczne maszyny bazy odpowiadały przepisom ruchu drogowego, mogła się ona poruszać po drogach publicznych. Przepustowość sieczkarni Z350 szacowano na 90 t/h.
Dane techniczne maszyny podstawowej Orkan Z350:

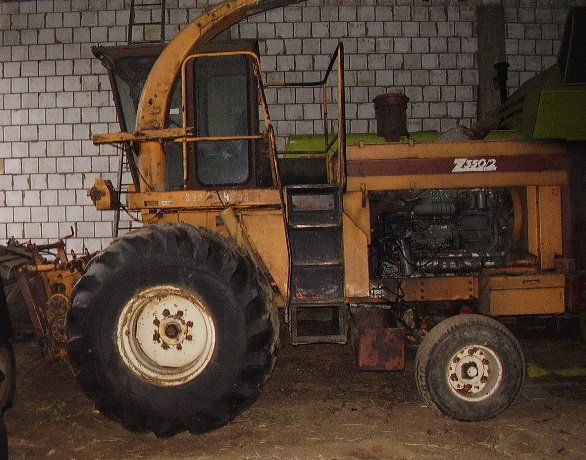
Maszyna podstawowa Z350/2 posiadała mechaniczny napęd układu jezdnego

- Wymiary:
  - długość: 4680 mm
  - szerokość: 2680 mm
  - wysokość: 3400 mm
- Masa: 5850 kg

### Maszyny podstawowe Z350/1 i Z350/2
Seryjną produkcję obu maszyn podstawowych rozpoczęto pod koniec 1986 roku. W dotychczas produkowanej sieczkarni o symbolu Z350 wprowadzono liczne udoskonalenia. Ulepszone wersje różniły się od siebie zastosowanym rozwiązaniem napędu układu jezdnego. Sieczkarnia Z350/1 była wyposażona w napęd hydrostatyczny, natomiast Z350/2 w przekładnie pasową – napęd mechaniczny. Główne modernizacje w porównaniu do Orkana Z350 to: wzmocnienie belki podłużnej ramy maszyny, zmiana konstrukcji tylnego mostu, wzmocnienie mocowania przedniego mostu napędowego z ramą maszyny, wzmocnienie korpusu zespołu sieczkarni, zmiana łożyska wału bębna nożowego sieczkarni. Ponadto zmieniono układ kopiowania przyrządów w płaszczyźnie poziomej i pionowej, wprowadzono wyważenie masowe imaków nożowych oraz noży sieczkarni, zmieniono całkowicie konstrukcję przekładni nawrotowej do napędu zespołu podającego i przyrządów (przekładnie jest sterowana układem elektrohydraulicznym), zwiększono siłowniki hydrauliczne układu wydźwigowego oraz zastosowano automatyczne położenie wysokości cięcia, dodatkowo zastosowano akumulator hydrauliczno-gazowy do napięcia pasa zespolonego oraz zastosowano bezpasowy napęd pompy hydraulicznej. Jedną z bardziej zauważalnych różnic w wyglądzie była zamiana pionowej osłony chłodnicy na pochyłą z tyłu maszyny podstawowej. Przeniesiono akumulatory przed tylną oś w specjalnie przygotowane do tego skrzynki. U poprzedniczki znajdowały się przy silniku po lewej stronie maszyny bazy. Prócz tego wprowadzono także około 40 drobnych zmian konstrukcyjnych wynikających z uwag użytkowników. Podwyższono również szacowanej przepustowości z 90 t/h do 100 t/h.

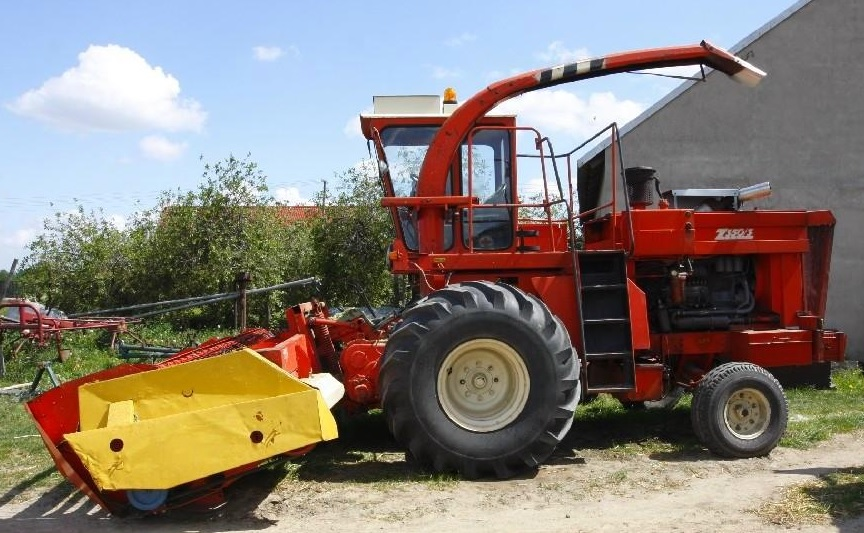
Sieczkarnia Z350/3 z przyrządem Z341

### Maszyna podstawowa Z350/3
Model tej maszyny podstawowej powstał poprzez wprowadzenie bardziej nowoczesnych rozwiązań konstrukcyjnych. Najważniejszą zmianą był sposób napędzania zespołów roboczych sieczkarni. Dotychczas stosowane przekładnie zębate zastąpiono napędem hydraulicznym. Model Z350/3 podobnie jak Z350/1 był wyposażony w hydrostatyczny napęd układu jezdnego. W ostatnich latach produkcji Z350/3 na życzenie kupującego można było do niej zamontować detektor metali. Urządzenie miało za zadanie wykrywanie elementów metalowych, które razem z roślinami dostały się do gardzieli maszyny. W takim przypadku następowało wyłączenie napędu walców podających. W ten sposób można było uchronić przed poważnymi uszkodzeniami zespół rozdrabniający sieczkarni. Czujniki były montowane na dolnym walcu zgniatającym, który był wykonany z tworzywa sztucznego.

### Przyrząd do zbioru zielonek niskich Z341

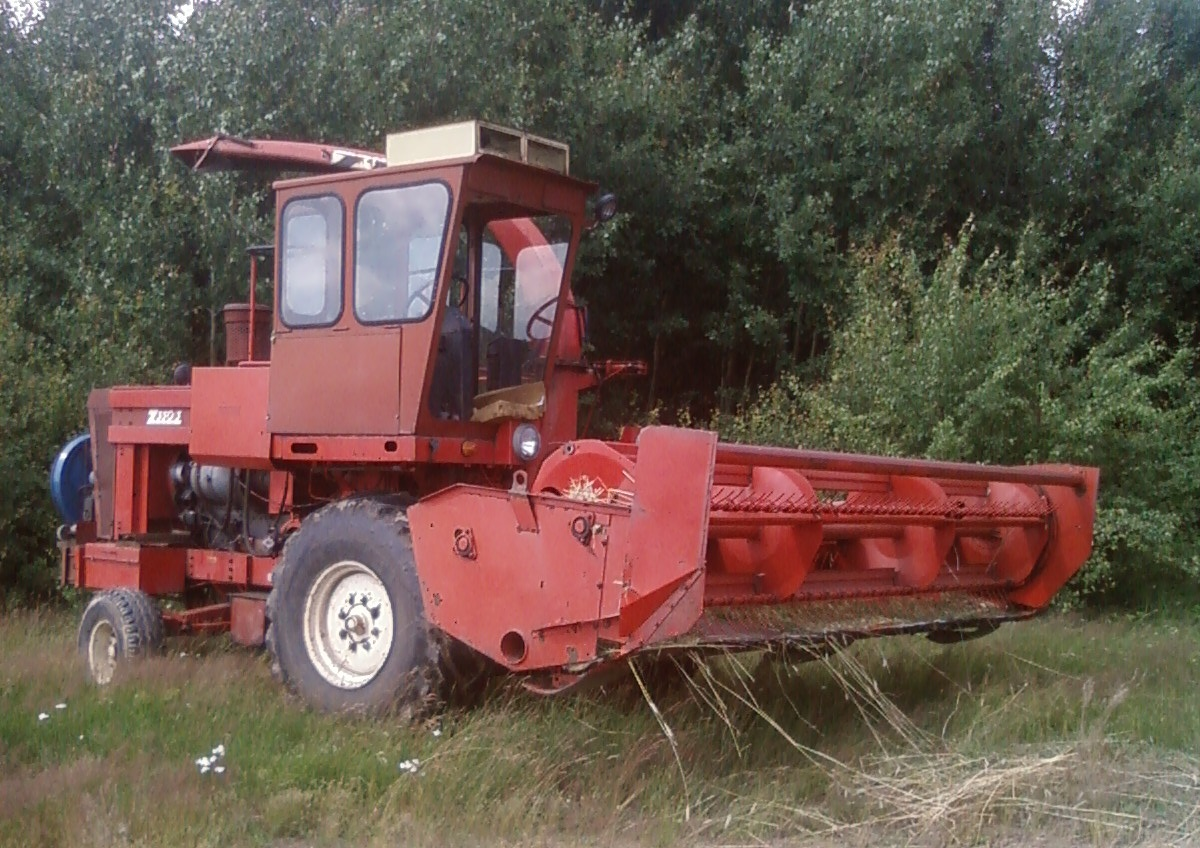
Minimalna wysokość koszenia przyrządem Z341 wynosiła 4 cm

Stosuje się go najczęściej do zbioru roślin niskich i średnich. Te rośliny to lucerna, koniczyna, trawy czy zboża oraz kukurydza, słonecznik i sorgo do wysokości 2 metrów. Przyrząd zbudowany jest z nagarniacza, zespołu tnącego nożycowego i przenośnika ślimakowego. Ścinane rośliny są pochylane przez nagarniacz, który posiada listwy z osadzonymi na nim palcami sprężystymi. One z kolei gwarantują właściwy zbiór wyległych roślin, podnosząc je. Rośliny są ścinane przez palcowy mechanizm normalnego cięcia o skoku listwy nożowej 76,2 mm, której średnia prędkość cięcia wynosi 2 m/s. Następnie materiał z całej szerokości roboczej trafia na przenośnik ślimakowy, który przesuwa masę z obu stron do środka na walec podający.

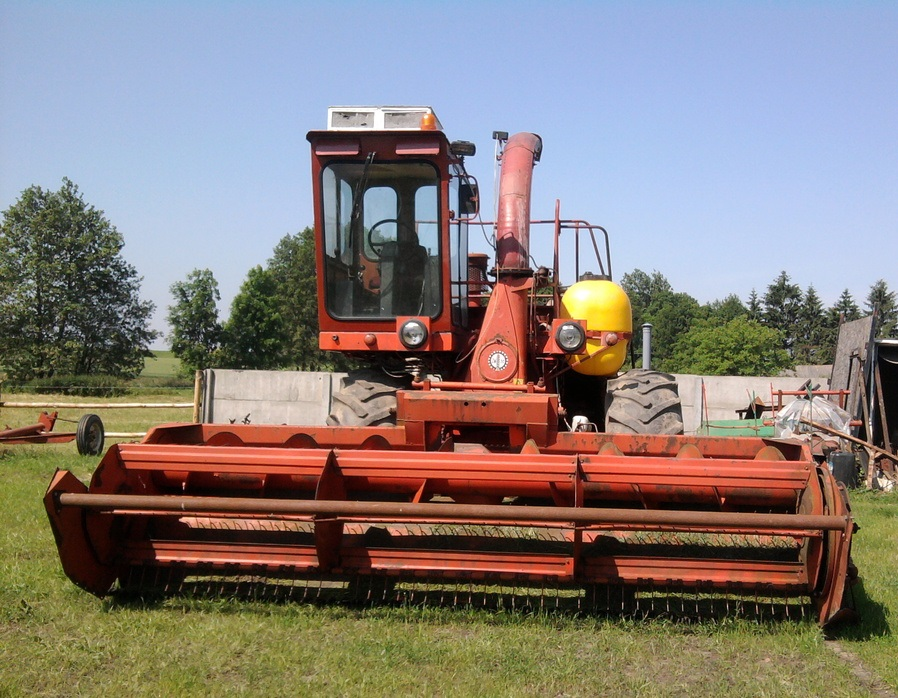
Szerokość robocza przyrządu Z341 wynosiła 4,2 m

Minimalna wysokość koszenia wynosi 40 mm przy odpowiednim ustawieniu płozów, regulacji wysokości koszenia można również dokonywać przy pomocy mechanizmu wydźwigowego maszyny – bazy. Zbiór może odbywać się z prędkością do 8 km/h, a wydajność dochodzi do 2 ha/h. Napęd z maszyny podstawowej przekazywany jest przez wał przegubowo – teleskopowy. Czas montażu przyrządu Z341 na maszynach podstawowych sieczkarni z serii Z350 lub Z340 szacowano na 20 minut.
Dane techniczne przyrządu do zielonek niskich Z341:
- Wymiary:
  - długość: 2010 mm
  - szerokość:4710 mm
  - wysokość: 1320 mm
- Masa: 1170 kg
- Szerokość robocza: 4200 mm

### Przyrząd podbierający Z342

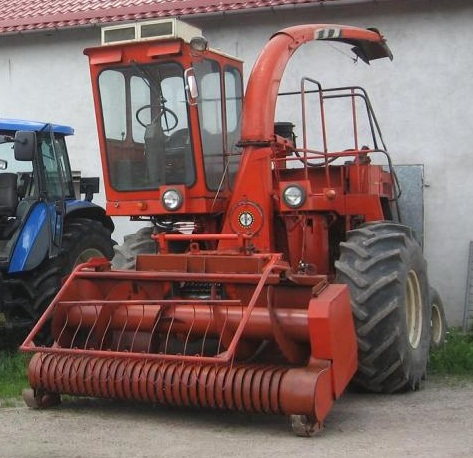
Sieczkarnia z przyrządem Z342

Służy do zbioru z pokosów i wałów ściętych uprzednio zielonek, siana lub słomy po kombajnie zbożowym. Przyrząd jest zbudowany z podbieracza palcowego, przenośnika ślimakowego oraz często z przytrzymywacza materiału. Podbieracz składa się z czterech belek, do których przymocowane jest po 15 podwójnych palców. Do regulacji ich ustawienia służy krzywka. Podebrany z powierzchni pola materiał trafia na przenośnik ślimakowy. Ten przesuwa go na środek, na łopatki wygarniające i dalej do sieczkarni. Cofaniu się materiału z przenośnika ślimakowego ma zapobiegać dodatkowo montowany tzw. przytrzymywacz zbieranej masy. Ustawienie przyrządu względem podłoża, reguluje się płozami lub układem wydźwigowym bazy. Zbiór może odbywać się z prędkością do 8 km/h, a wydajność dochodzi do 55 t/h. Napęd uzyskuje się od maszyny podstawowej poprzez wał przegubowo – teleskopowy. Czas montażu podbieracza Z342 na bazach Z350, Z350/1, Z350/2, Z350/3 oraz Z340 trwa około 20 minut.
Dane techniczne przyrządu podbierającego Z342:
- Wymiary:
  - długość: 1600 mm
  - szerokość: 2460 mm
  - wysokość: 1230 mm
- Masa: 490 kg
- Szerokość robocza: 2200 mm

### Przyrząd bezrzędowy do zbioru zielonek wysokich Z343

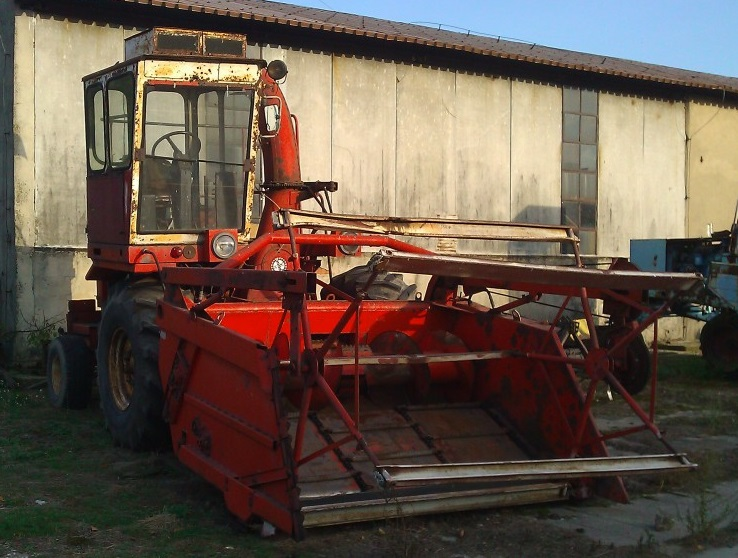
Szerokość robocza przyrządu Z343 wynosiła 2,4 m. Zatem umożliwiał zbiór trzech rzędów roślin sianych w rozstawie 75 cm

Przeznaczony do zbioru wysokich roślin paszowych takich jak kukurydza, sorgo, słonecznik. Przyrząd zbudowany jest z nagarniacza, zespołu tnącego, przenośnika łańcuchowo-listwowego, przenośnika ślimakowego oraz rozdzielacza łanu. Unoszony hydraulicznie nagarniacz pochyla rośliny, które są ścinane przez nożycowy zespół tnący. Te trafiają na przenośnik łańcuchowo-listwowy, który podaje je na przenośnik ślimakowy. On zaś przemieszcza rośliny ku środkowi i podaje dalej do sieczkarni. Z prawej strony przyrządu pas koszonych roślin od łanu oddziela rozdzielacz tnący (pionowo zamontowany nożycowy zespół tnący). Szczelny mechanizm tnący umożliwia czyste koszenie nawet zachwaszczonych upraw. Wysokość koszenia reguluje się hydraulicznie a jaj najniższa wartość wynosi 15 cm. Uszkodzeniom przyrządu zapobiegają sprzęgła przeciążeniowe zamontowane na napędzie przenośnika łańcuchowego i ślimakowego oraz pasowy napęd nagarniacza. Prędkość robocza była bliska 8 km/h a wydajność pracy 1 ha/h. Napęd na przyrząd Z343 jest przekazywany od maszyny podstawowej wałem przegubowo – teleskopowym. Montaż zajmował około 20 minut. Z przyrządem mogły współpracować sieczkarnie z serii Z350, Orkan Z340 oraz Orkan Z320 (po uprzednim przemontowaniu transportera i ramki zawieszania).
Dane techniczne bezrzędowego przyrządu do zielonek wysokich Z343:
- Wymiary:
  - długość: 2800 mm
  - szerokość: 2900 mm
  - wysokość: 2600 mm
- Masa: 1220 kg
- Szerokość robocza: 2400 mm

### Przyrząd trzyrzędowy do zbioru zielonek wysokich Z344

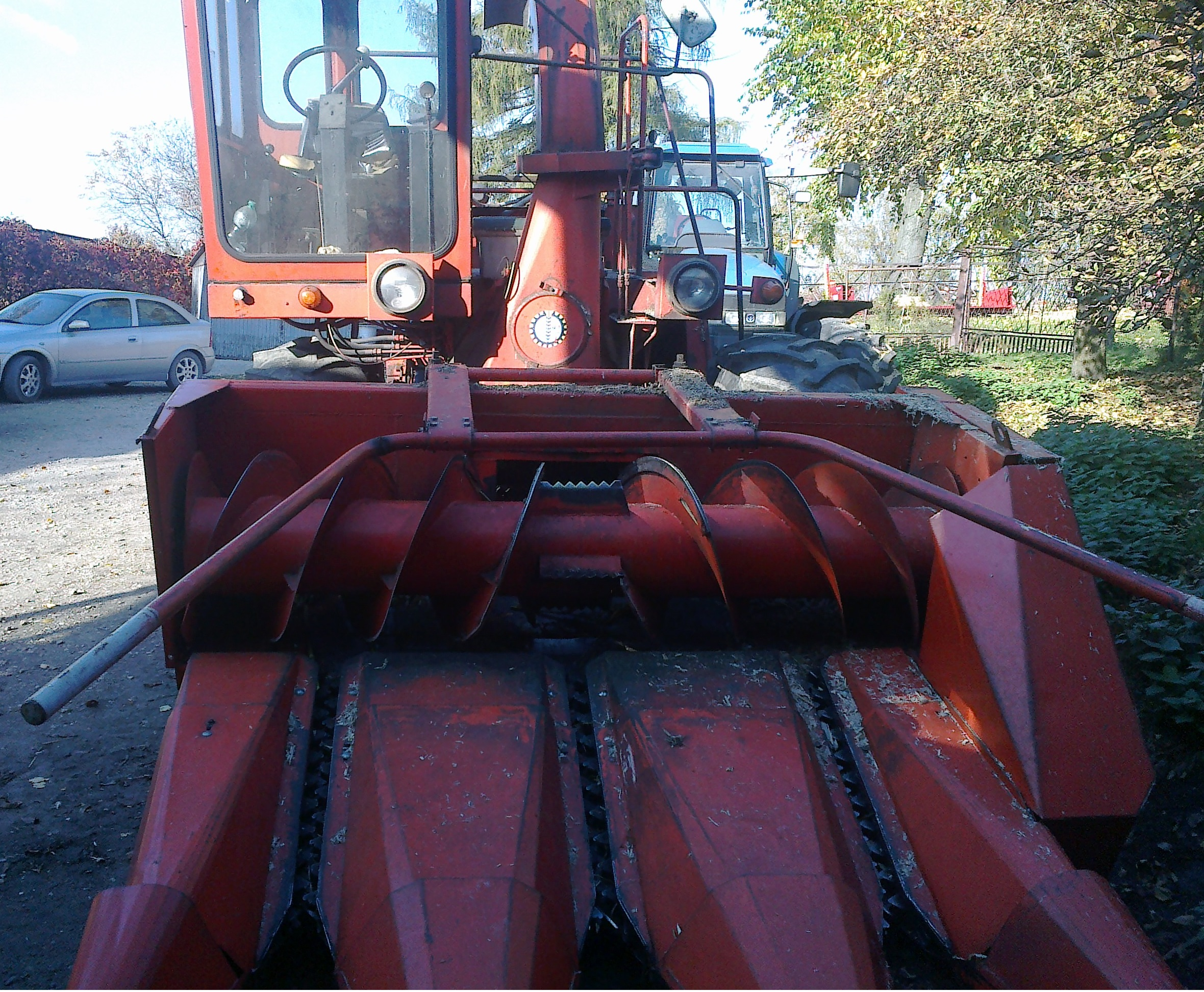
Przyrząd Z344 mógł zbierać trzy rzędy roślin sianych w rozstawie 75 cm

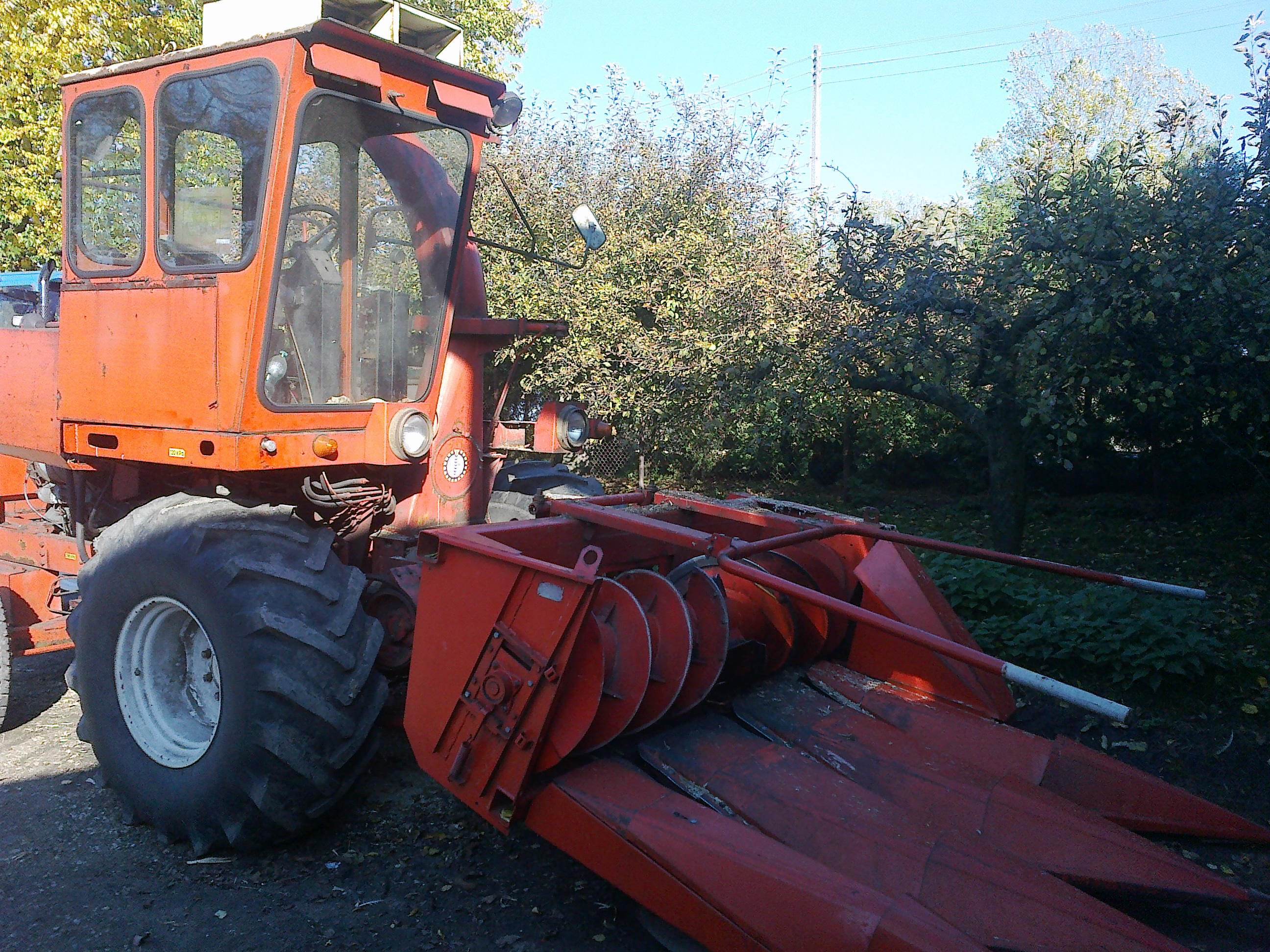
Przy zbiorze kukurydzy Z344 charakteryzuje się niskimi stratami kolb

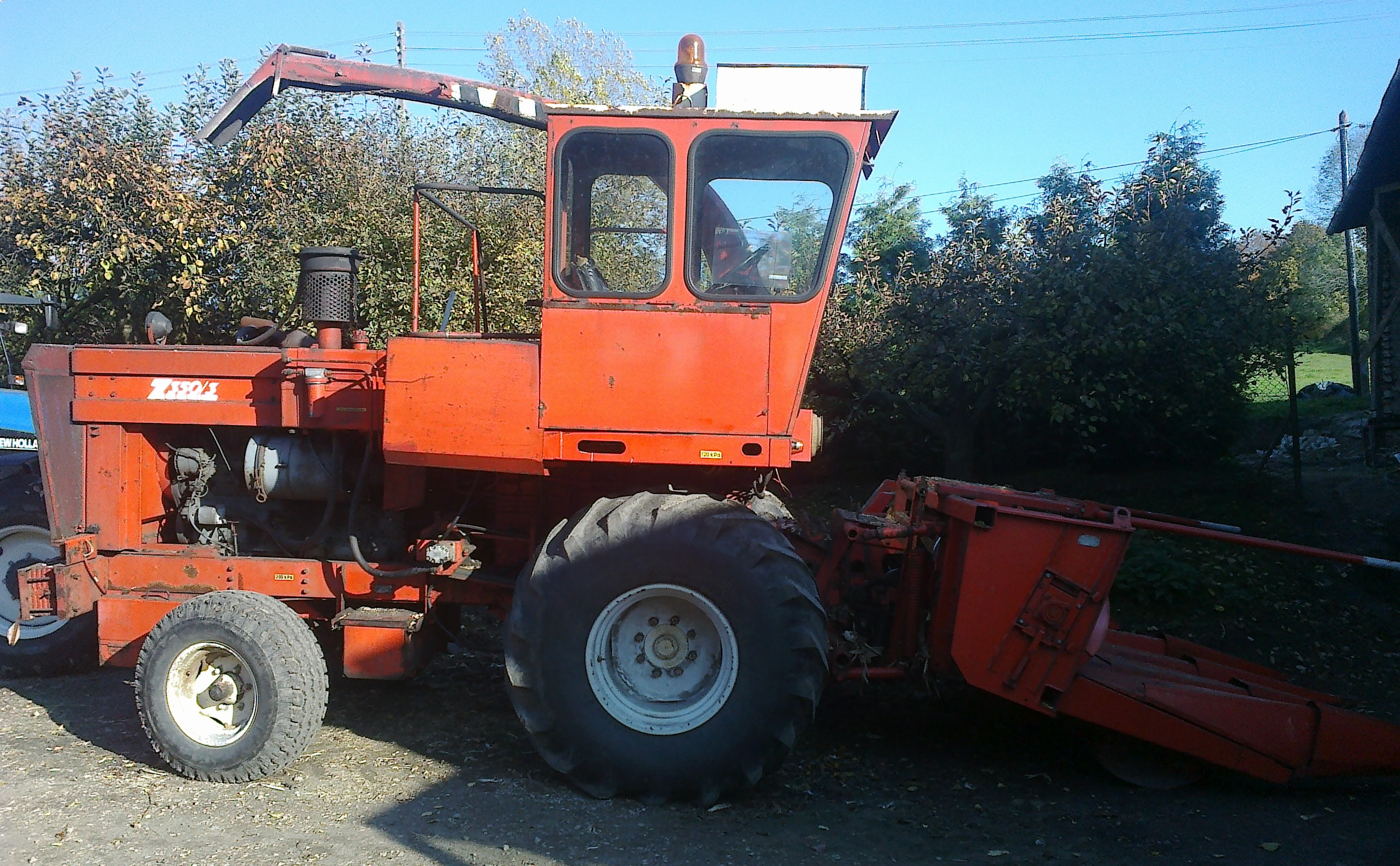
Minimalna wysokość koszenia to 12 cm

Przystosowany do koszenia roślin wysokich przeznaczonych na paszę (kukurydza, słonecznik, sorgo), sianych w rzędach o rozstawie 75 cm. Można zbierać nim rośliny rosnące, a także kukurydzę połamaną po uprzednim zbiorze kolb. Umożliwia on czysty zbiór roślin, a w przypadku kukurydzy charakteryzuje się niskimi stratami kolb. Jest zbudowany z kadłuba, rozdzielaczy bocznych i środkowych, przenośników łańcuchowych, przenośnika ślimakowego oraz nachylacza. Rośliny są wprowadzane między rozdzielacze, następnie ścinane nożykami umieszczonymi w przedniej części przenośników łańcuchowych. Na każdy rząd roślin przypada jeden nożyk. Ścięte rośliny są pochylane nachylaczem, który ułatwia ich wciąganie i za pośrednictwem przenośnika łańcuchowego trafiają dolnymi końcami łodyg do przenośnika ślimakowego, a następnie do sieczkarni. Przyrząd opiera się na spodniej części rozdzielaczy, które jednocześnie kopiują powierzchnię pola. Minimalna wysokość koszenia to 12 cm, prędkość robocza sięgała 8 km/h a wydajność 1 ha/h. Napęd z maszyny podstawowej był przenoszony wałem przegubowo-teleskopowym, czas montażu wynosi 20 minut. Przyrząd Z344 mógł współpracować z sieczkarniami serii Z350 oraz Orkanem Z340.
Dane techniczne rzędowego przyrządu do zielonek wysokich Z344:
- Wymiary:
  - długość: 2970 mm
  - szerokość: 2680 mm
  - wysokość: 1320 mm
- Masa: 1020 kg
- Szerokość robocza: 2250 mm (3 rzędy w rozstawie po 75 cm)

### Przyrząd rotacyjny ośmiobębnowy Z346
Był przeznaczony do koszenia roślin pastewnych niskołodygowych takich jak trawy, lucerna, rośliny strączkowe, mieszanki zbożowe itp. Po skoszeniu zielonka była układana w dwa luźne pokosy o szerokości zbliżonej do 200 cm. Aby przyrząd Z346 mógł współpracować z sieczkarniami z serii Z350 należało najpierw wymontować z maszyny podstawowej zespół rozdrabniający, czyli sieczkarnię podstawową oraz zespół transportujący sieczkę, czyli kanał wyrzutowy. Dopiero wtedy można było w ich miejsce zamontować ramę zawieszania przyrządu, a następnie kosiarkę rotacyjną. Maszyna składała się z belki nośnej, do której zamocowane dwie niezależne belki za pomocą układu wydźwigowo-sprężynowego. Do obu belek zamontowano po cztery tarcze obrotowe obudowane bębnami. Na obwodzie tarczy z kolei zamocowane były dwa noże tnące. Przystosowanie maszyn podstawowych do współpracy z przyrządem Z346 szacowano na 8 godzin. Z sieczkarni samojezdnej uzyskiwano wtedy samojezdną kosiarkę pokosową. Ponieważ szerokość maszyny w pozycji roboczej utrudniała swobodne poruszanie w czasie przejazdów, do transportu wykorzystywano dwuczęściowy wózek. Można go było zaczepiać z tyłu za maszyną podstawową lub ciągnikiem rolniczym. Rośliny były ścinane na wysokości 32 mm, maksymalna prędkość pracy wynosiła 12 km/h. Przyrząd był napędzany wałami przegubowymi, których napęd pochodził z kół pasowych od maszyny-bazy. Wydajność przyrządu rotacyjnego ośmiobębnowego Z346 przy współpracy z maszynami podstawowymi z serii Z350 lub Orkanem Z340 dochodziła do 6 ha/h.
Dane techniczne przyrządu rotacyjnego Z346:
- Wymiary:
  - długość: 2050 mm
  - szerokość: 5650 mm
  - wysokość: 1300 mm
- Masa: 2000 kg (2200 kg z wózkiem transportowym)
- Szerokość robocza: 5300 mm

### Przyrządy czterorzędowe do zbioru kolb kukurydzy Klado FKA-451 i FKA-451 M

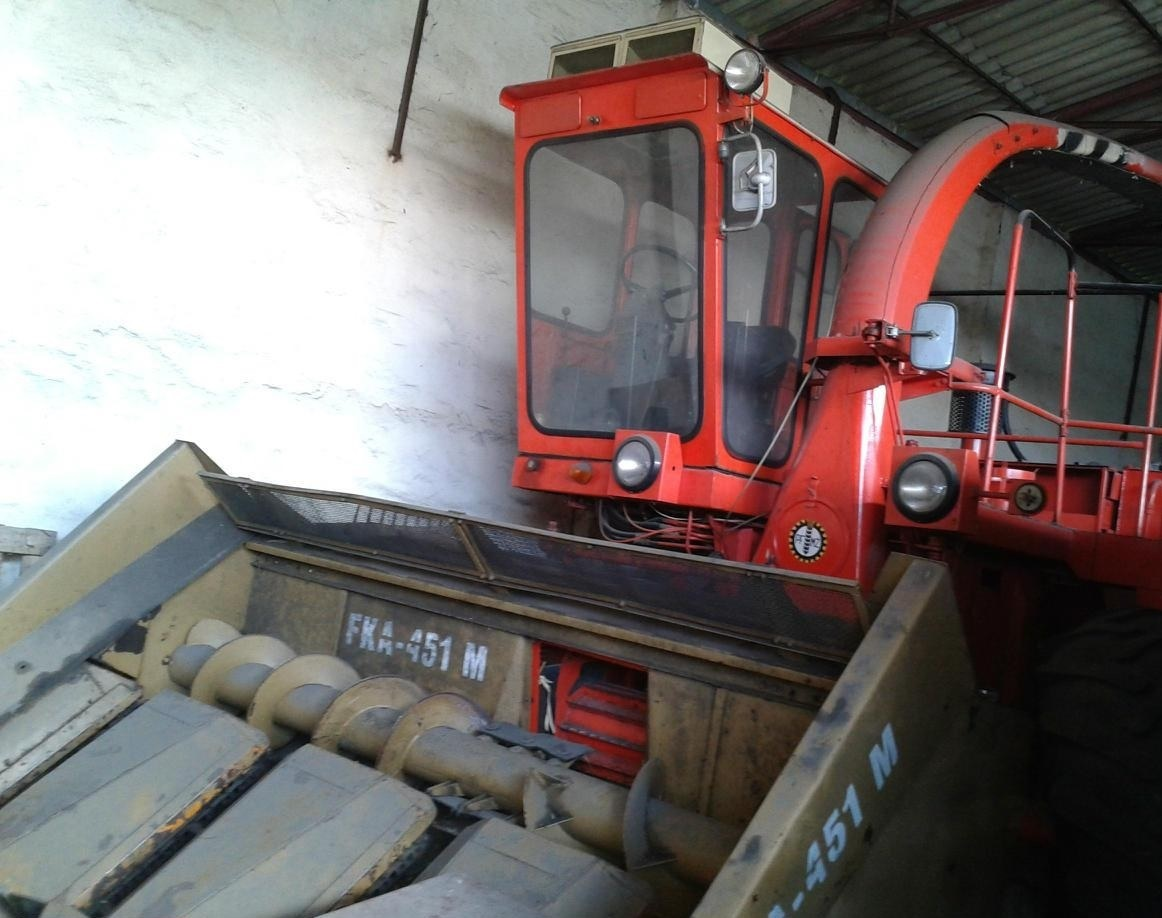
Do zbioru kolb kukurydzy polskimi sieczkarniami samojezdnymi wykorzystywano węgierskie przystawki Klado FKA

Służył do zbioru kolb kukurydzy, które po rozdrobnieniu mogły być bezpośrednio skarmiane, zakiszane lub przetwarzane na susz. Rośliny muszą być wysiewane w rozstawie rzędów równej 75 cm. W Polsce wykorzystywano adaptery Klado produkcji węgierskiej montowane na licencji Claasa. Do współpracy z polskimi sieczkarniami stosowano czterorzędowe przyrządy głównie modele FKA-451 i FKA-45 1M, które mogły współpracować przy zbiorze kolb również z sieczkarnią Z325 oraz przy zbiorze kukurydzy na ziarno z kombajnami Bizon Super i Bizon Rekord. Ze względu na inne położenie i szerokość przenośnika pochyłego u sieczkarni w porównaniu do kombajnów, przystawki różniły się nieznacznie konstrukcją (inne proporcje zwojów w przenośniku ślimakowym wynikały z tego, iż gardziel wlotowa znajdowała się z lewej strony i była węższa). Ponieważ sieczkarnie z serii Z350 nie posiadały tarki, gniotownika sieczki ani innych urządzeń poprawiających jakość sieczki, będący wyposażeniem standardowym bęben 8-nożowy należało wymienić na 16-nożowy bądź 36-nożowy (3 rzędy po 12 noży). Pozwalało to uzyskać odpowiednie rozdrobnienie twardych kolb i uszkodzenia ziarna. Dostosowanie sieczkarni polegało także na zainstalowaniu ramki montażowej, służącej do szybkiego agregatowania.

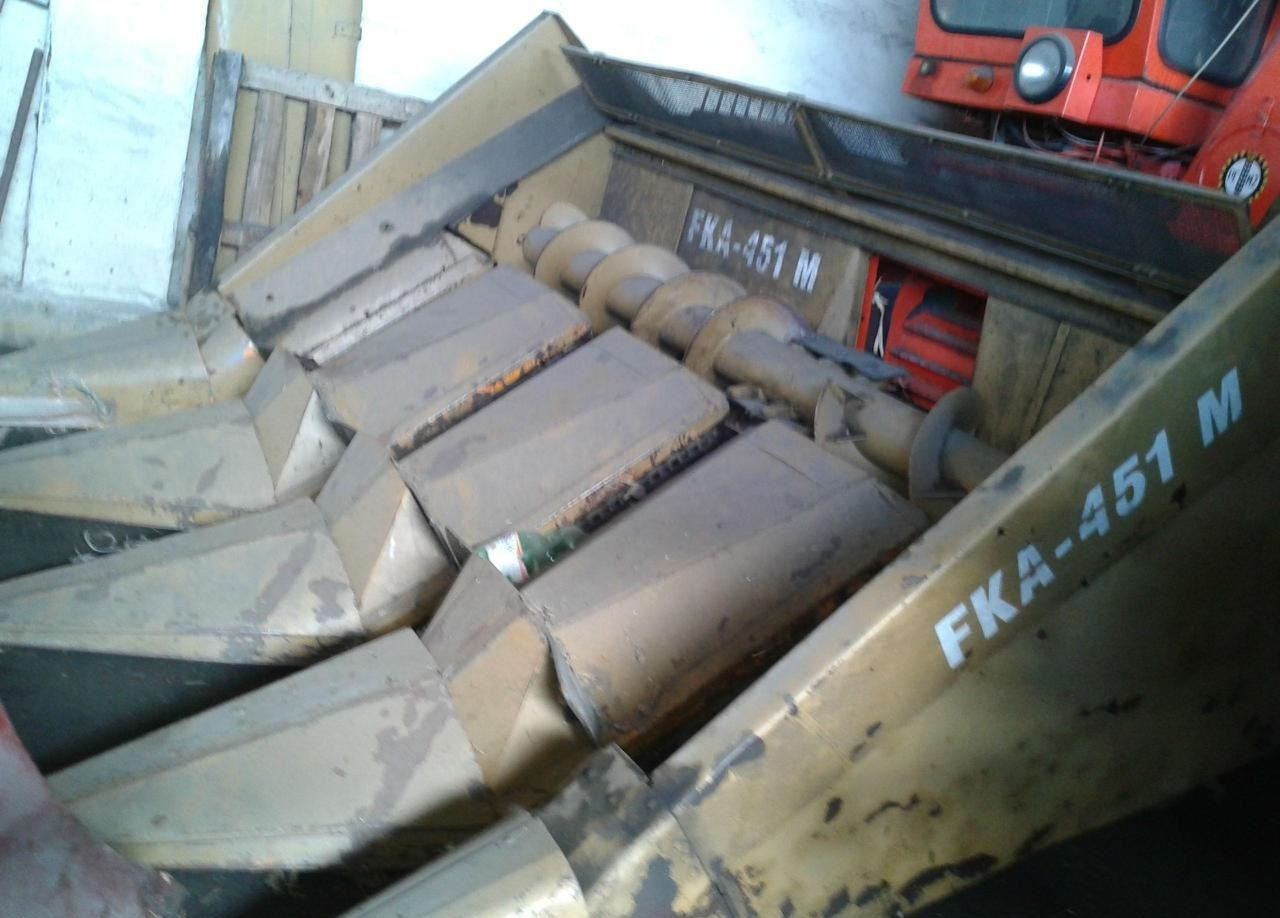
Najczęściej używane adaptery czterorzędowe to głównie FKA-401 i FKA-451, a także FKA-451 M

Adapter jest zbudowany z rozdzielaczy, przenośników kolb, wałków przeciągających łodygi, listew oporowych oraz przenośnika ślimakowego. Rośliny są naprowadzane przy pomocy rozdzielaczy, obracające się współbieżnie wałki obrywają kolby, które są przenoszone dalej na ślimak i następnie do sieczkarni. Łodygi są wciągane pod przyrząd i pozostają na polu. Mogą być następnie zbierane przyrządami rzędowymi do zbioru roślin wysokich lub przyorywane jako źródło materii organicznej. Wydajność mogła sięgać do 1 ha/h.
Dane techniczne przystawek do zbioru kolb kukurydzy Klado FKA-451 i FKA-451 M:
- Wymiary:
  - długość: 3570 mm
  - szerokość: 3000 mm
- Masa: 1600 kg (z przenośnikiem pochyłym)
- Szerokość robocza: 3000 mm (4 rzędy o rozstawie 75 cm).

## Eksploatacja sieczkarni samojezdnych z serii Z350

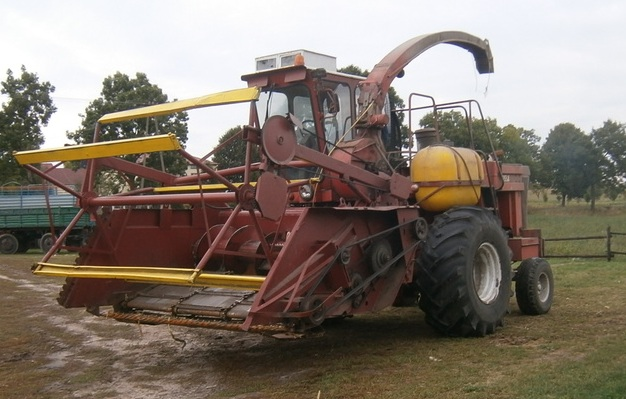
Sieczkarnia z dodatkowo zamontowaną tarką, wiatrownicą i zbiornikiem na preparaty chemiczne ułatwiające kiszenie

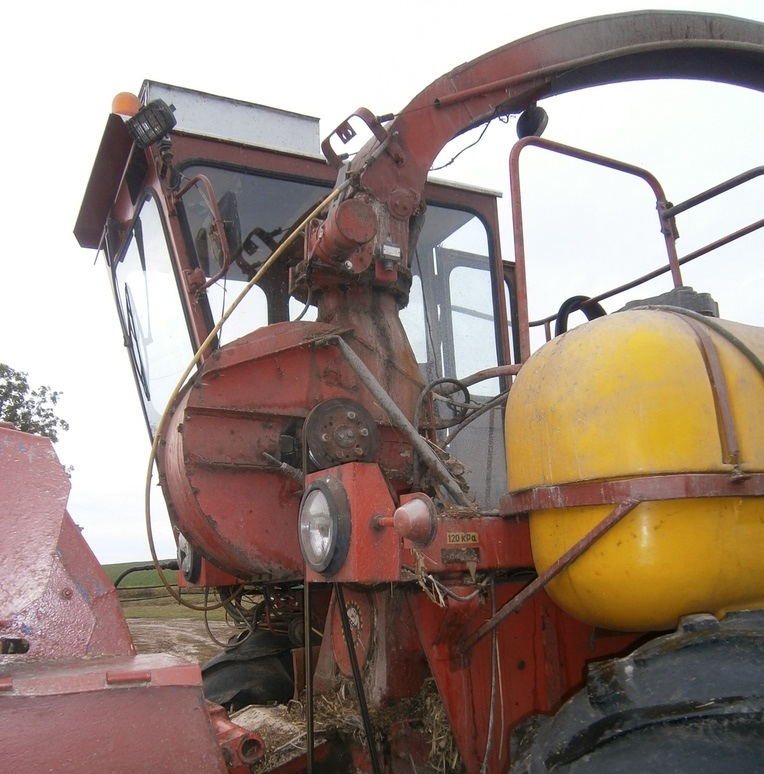
Częstą modernizacją przeprowadzaną przez rolników jest montowanie rzutnika masy

Pomimo upływu ponad dwóch dekad od zakończenia produkcji ostatnich sieczkarni samojezdnych z serii Z350 w Poznańskiej Fabryce Maszyn Żniwnych, maszyny te ciągle są użytkowane w polskich gospodarstwach rolnych. Nieuniknione jest to, że z upływem lat Orkan Z350, Z350/1, Z350/2 oraz Z350/3 przestały być tak niezawodne, zwłaszcza w porównaniu z oferowanymi dzisiaj nowoczesnymi sieczkarniami samojezdnymi zagranicznych producentów. Nie zmienia to faktu, że „Zetki” są nadal eksploatowane, a ich użytkownicy są z nich zadowoleni.
Główną zaletą w porównaniu do nowszych, zagranicznych maszyn jest fakt, że nawet w przypadku poważnej awarii części do jej naprawy są praktycznie dostępne od ręki, w prawie każdym punkcie z częściami zamiennymi do maszyn rolniczych. Wynika to z faktu, że mają w swej budowie bardzo wiele wspólnych zespołów z już nieprodukowanymi modelami kombajnów zbożowych Bizon (m.in. Bizon Super, Bizon Rekord, Bizon Gigant). Cena części zamiennych jest niska w porównaniu z częściami do sieczkarni innych marek, a naprawą maszyny bez większych problemów może zająć się sam rolnik, zaoszczędzając przy tym pieniądze.

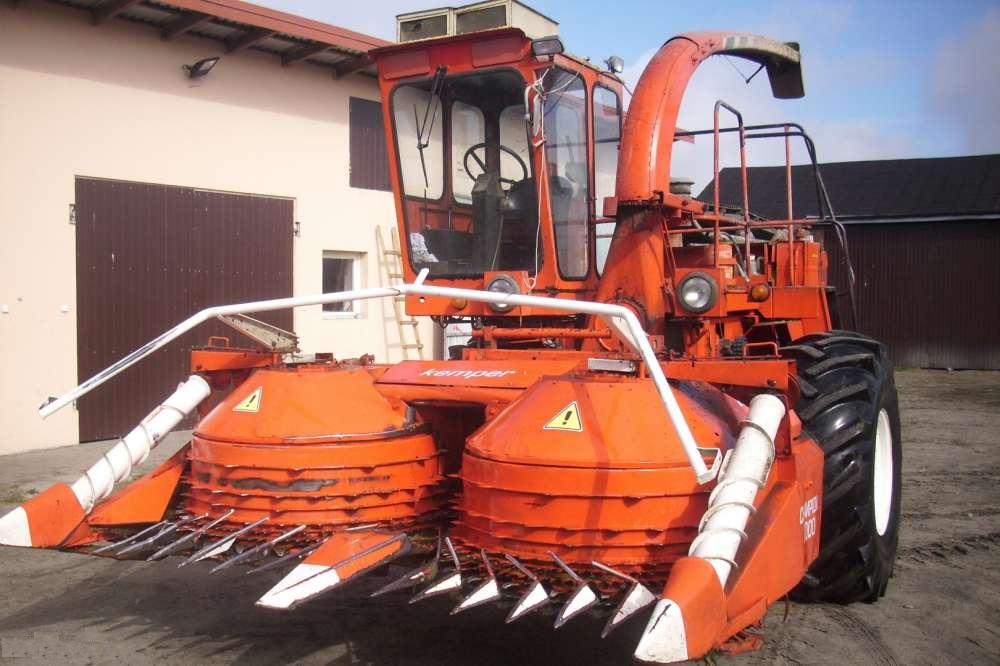
Do ścinania roślin służyły tarcze zakończone zaostrzonymi zębami

W konstrukcji sieczkarni z serii Z350 można zauważyć kilka istotnych dziś niedopracowań. Jednak wynikają one raczej z tego, iż od momentu zakończenia produkcji aż do współczesności minęło sporo czasu. Technika rolnicza rozwinęła się w przeciągu tych lat znacząco co sprawiło, że ówczesne rozwiązania nie wydają się dziś tak niezawodne jak wtedy.
Żadna z polskich sieczkarni samojezdnych nie była fabrycznie wyposażona w dodatkowe urządzenie do dokładnego rozdrabniania siekanej masy. Jest ono niezbędne chociażby przy zbiorze kukurydzy, której ziarno podczas zbioru jest najczęściej bardzo twarde. W przypadku nie uszkodzenia okrywy nasiennej ziarna, staje się ono niestrawne dla zwierząt i jest wydalane. Jest to zjawisko bardzo niekorzystne, gdyż ma ono wysoką wartość energetyczną (dzięki dużej zawartości skrobi i tłuszczu przy małej zawartości włókna), która nie zostaje wykorzystana. Do urządzeń polepszających rozdrobnienie sieczki i miażdżenie ziarna należą gniotowniki walcowe. Podobny efekt daje zamontowana na dnie sieczkarni (zespołu rozdrabniającego) tarka lub bęben wielonożowy z sitami docinającymi. Brak tych urządzeń nie pozwala uzyskać z kukurydzy paszy wysokiej jakości. Sprawia to, iż polskie sieczkarnie lepiej nadają się do zbioru roślin nie zawierających twardych ziaren.
Maszyny nie są również wyposażone w rzutniki przyspieszające ruch masy tzw. wiatrownice. Rozdrobniony materiał w wyniku uderzeń noży i wentylacyjnego działania bębna nożowego jest transportowany do kanału wyrzutowego, a następnie na środki transportu (przyczepy). Przy niekorzystnych warunkach: silnym wietrze, nierównomiernym podawaniu masy na bęben rozdrabniający czy też przy koszeniu materiałów o większym ciężarze transport sieczki na przyczepy nie jest skuteczny. Rozdrobniony materiał nie dociera na środki transportu, lecz spada poza nie. Zjawisko to powoduje straty materiału, który miał być paszą. Aby uniknąć strat masy trzeba planować zbiór w dni bezwietrzne a koszone rośliny powinny tworzyć wyrównany, zwarty łan aby zapewnić stały i równomierny dopływ masy do bębna rozdrabniającego. Nie bez znaczenia jest tu także odpowiednie ustawienie szczeliny pomiędzy nożami tnącymi a stalnicą i dnem. Nie zawsze jednak zastępuje to działanie rzutnika masy (wiatrownicy). Rolnicy sami skutecznie radzą sobie z tą wadą, modernizując pod tym kątem sieczkarnie. Montuje się wentylatory, doprowadza powietrze za pomocą dmuchaw wykorzystując jako źródło napędu elementy napędzające inne ruchome zespoły sieczkarni. Dzięki temu do kanału wyrzutowego trafia dodatkowe, sprężone powietrze które sprawia, że sieczka bez większych problemów trafia na przyczepę.
Sieczkarnie mogły napełniać masą przyczepy zaczepione z tyłu za maszyną podstawową lub jadące z lewej strony. Konstrukcja sieczkarni nie dawała możliwości napełniania środków transportu jadących po prawej stronie sieczkarni, gdyż kanał wyrzutowy obracał się tylko w lewo. Znajdująca się po prawej stronie kabina była przyczyną takiego rozwiązania. W nowocześniejszych sieczkarniach kabina znajduje się na środku, zespół rozdrabniający znajduje się mniej więcej pod nią a kanał wyrzutowy bezpośrednio za nią. Maszyny takie dają możliwość napełniania przyczep jadących zarówno z tyłu, jak i po obu stronach maszyny.
W czasach produkcji ostatnich polskich sieczkarni nie planowano jeszcze dodawania podczas zbioru preparatów chemicznych, ułatwiających zakiszanie zielonek i poprawiających wartość pokarmową kiszonek. Dziś jednak jest to coraz bardziej popularne. Są one dodawane do rozdrobnionej masy za pomocą dyszy rozpylającej ciecz, ta z kolei jest pobierana ze zbiornika z preparatem. Całe urządzenie do dozowania preparatów znajduje się na sieczkarni. Rolnicy decydują się na samodzielne montowanie takich przyrządów na polskich sieczkarniach.

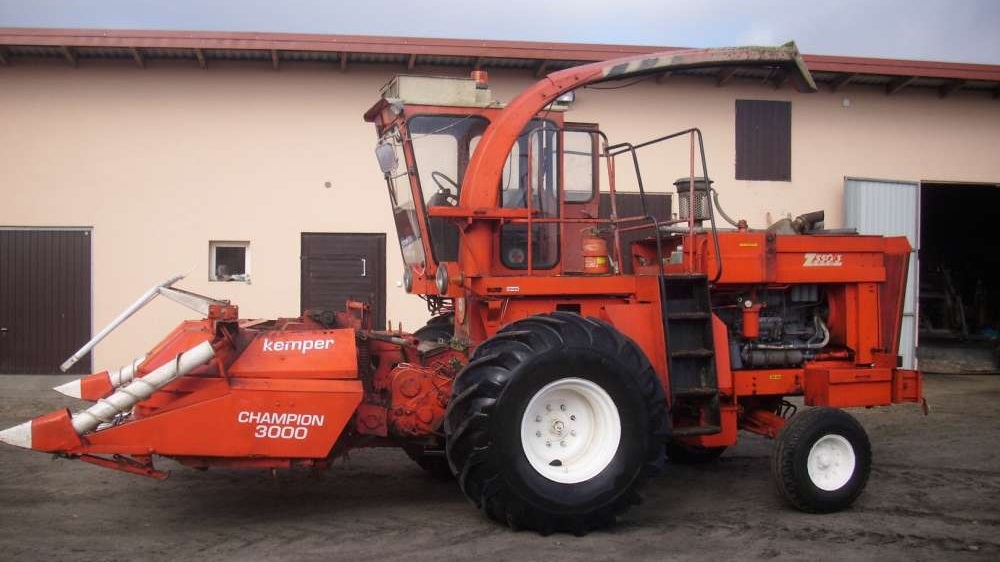
Straty przy zbiorze przy pomocy tarczowych przystawek bezrzędowych są niewielkie w porównaniu do zbioru przyrządem Z343

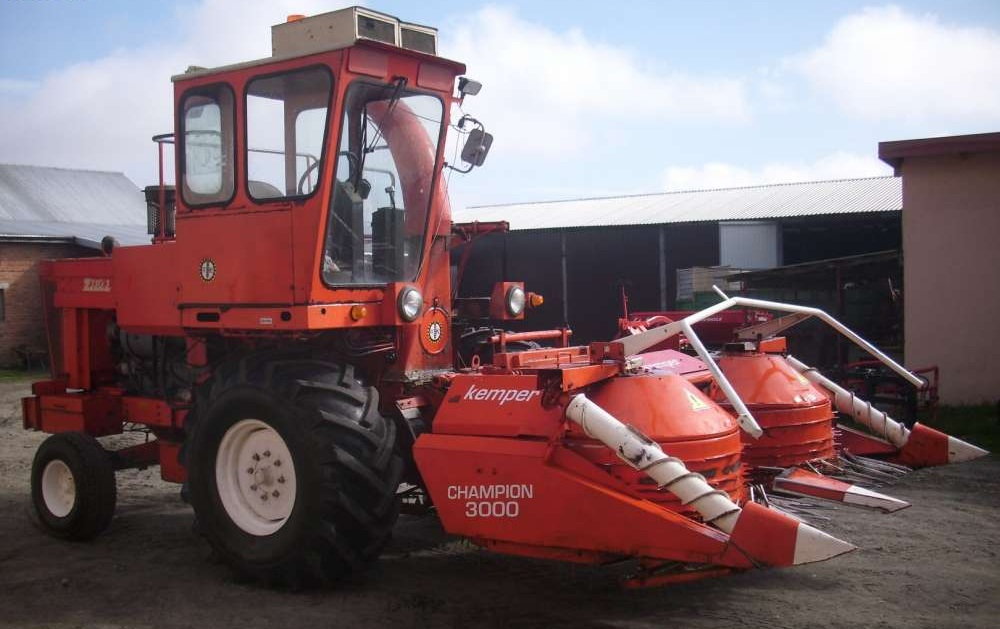
Bezrzędowa przystawka Kemper może służyć do zbioru roślin sianych w dowolnym rozstawie międzyrzędzi

Do współpracy z polskimi sieczkarniami samojezdnymi przeznaczone były przyrządy zbierające, które można było wybrać w momencie zakupu maszyny. Zgodnie z założeniami konstruktorów i producenta zbiór roślin wysokich (kukurydzy, słonecznika, sorga) mógł odbywać się przy pomocy przyrządów: bezrzędowego Z343 lub trzyrzędowego Z344. Każdy z nich posiadał zarówno posiadał zarówno wady, jak i zalety, które były widoczne w trakcie pracy z nimi. Za atut bezrzędowego zespołu zbierającego Z343 należy uznać fakt, iż mógł zbierać siane w rzędach innych niż standardowe dla uprawy kukurydzy (75 cm), a nawet rośliny po siewie rzutowym. Utrudnieniem w zbiorze nie było również zachwaszczenie plantacji. Problemem był jednak zbyt wysoki poziom strat podczas zbioru spowodowany działaniem przyrządu. Listwy nagarniacza niedostatecznie dobrze radziły sobie ze zbiorem wysokich roślin, zdarzało się, że ścięte rośliny przyczepiały się do łańcuchowo-listwowego przenośnika podłogowego i trafiały poza przyrząd zbierający. Najbardziej uciążliwe były straty wartościowych kolb przy zbiorze kukurydzy. Przyrząd Z344 natomiast mógł zbierać rośliny siane tylko w rzędach o rozstawie równej 75 cm, niemożliwy był więc zadowalający zbiór roślin rosnących w innych odstępach. Do powstawania strat dochodziło głównie na uwrociach pola, dokładniej w miejscu nakładania się rzędów, które były siane prostopadle do kierunku siewu przeważającej części roślin. Dużą zaletą zespołu była dobra jakość procesu koszenia przy niewysokich stratach, przy zbiorze kukurydzy straty kolb były niewielkie. Konstrukcja przyrządu zapewniała równomierny transport ściętych roślin na bęben sieczkarni. Umożliwiało to jego płynną pracę i zapobiegało to zapychaniu bębna oraz poprawiało jakość transportu rozdrobnionej masy na przyczepy. Z upływem lat coraz większą uwagę przywiązywano do wielkości strat przy zbiorze roślin wysokich zwłaszcza kukurydzy. W pewnym stopni udało się temu problemowi zaradzić. Konstruktorzy starali się stworzyć przyrząd, w którym wyeliminowane zostałyby wady występujące u innych zespołów zbierających. Chociaż nowy bezrzędowy przyrząd nie przypominały wyżej wymienionych zespołów, posiadał ich zalety. Umożliwiał zbiór roślin sianych przy dowolnych szerokościach międzyrzędzi i kierunku ukośnym lub prostopadłym do rzędów roślin, a także zbiór roślin niższych. Adapter posiadał rotacyjny system tnący. Do ścinania służą zaostrzone na obwodzie tarcze tnące o różnej średnicy osadzone na wspólnej, pionowej osi tworząc pierścieniowe segmenty. Zęby zamontowane na obwodzie ułatwiają cięcie często twardych i zdrewniałych łodyg. Skoszone tarczami rośliny są pochylane, następnie za pomocą zębatych tarcz skupiane i dalej transportowane do walców wstępnego zgniatania sieczkarni. Do ich transportu od tarcz może także dodatkowo służyć przenośnik ślimakowy. Taka konstrukcja sprawia, że wielkość strat jest utrzymywana na dość niskim poziomie. Dlatego też stosowanie takich bezrzędowych przyrządów do współpracy z polskimi sieczkarniami samojezdnymi jest w pełni uzasadnione, gdyż poprawia jakość zbierania roślin poprzez zmniejszenie strat. Szerokość robocza alternatywnych przyrządów odpowiednich do współpracy z sieczkarniami z serii Z350 może być zbliżona do 3 metrów i powinna odpowiadać szerokości 3-4 rzędów roślin. Ograniczenie może wynikać z mocy silnika (220 KM) oraz przepustowości sieczkarni (do 100 t/h) ażeby prędkość robocza podczas zbioru nie była zbyt niska. Aby zamontować tarczowy zespół bezrzędowy maszyna podstawowa nie wymaga z reguły przeróbek warsztatowych. Przystawki natomiast muszą mieć zwężony wlot do gardzieli, gdyż przeważnie współpracują
Konstrukcja polskich sieczkarnia samojezdnych może być uznawana za przestarzałą i trudno ją przyrównywać do obecnie produkowanych nowoczesnych i wysokowydajnych maszyn tego typu. Aby spełniała podstawowe wymagania stawiane maszynom do przygotowywania pasz dla zwierząt, powinna zostać poddana modernizacjom i przeróbkom. Zabiegi takie nie muszą być kosztowne a mogą skutecznie poprawić jakość pracy sieczkarni. Tym samym przedłuży to czas ich eksploatacji oraz sprawi, że maszyny te będą nadal przydatne w polskim rolnictwie.